# Mait Vaik

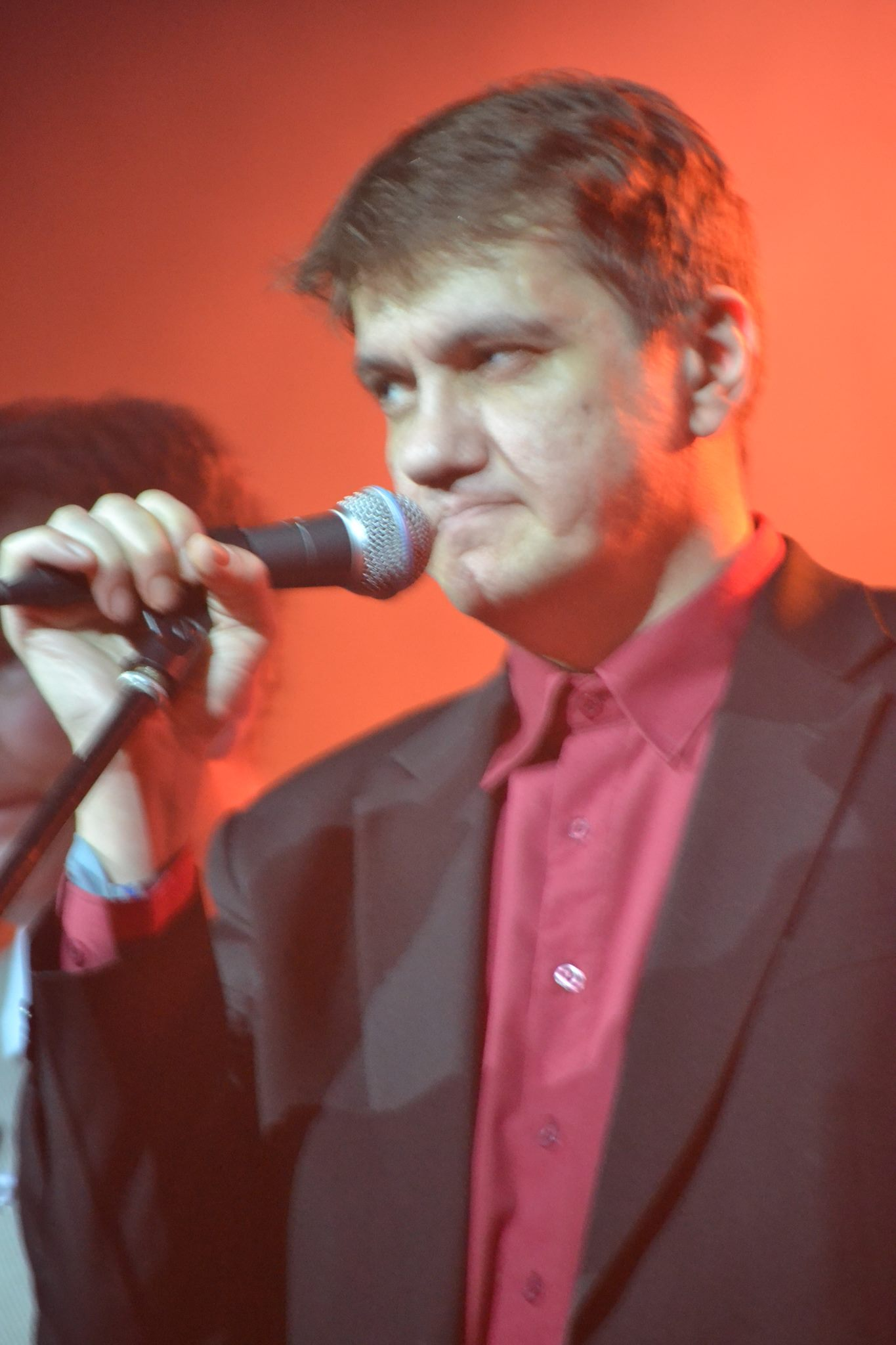
Mait Vaik, 2017

Mait Vaik (* 22. August 1969 in Tallinn) ist ein estnischer Schriftsteller und Musiker.

## Leben
Vaik begann als Rockmusiker und war von 1989 bis 1996 Bassist der estnischen Punkband Vennaskond. Schon in dieser Zeit jedoch war er auch als Textschreiber aktiv, eine Tätigkeit, die er bei der Band Sõpruse puiestee, bei der er bis heute aktiv ist, fortsetzte.
Vaik ist Mitglied des Estnischen Schriftstellerverbands.

## Werk
Vaik debütierte Ende des 20. Jahrhunderts mit Gedichten, legte jedoch erst 2012 seine erste eigenständige Buchveröffentlichung vor. Dieser erste Gedichtband von ihm wurde gefeiert als ein „Debüt, auf das man zwanzig Jahre gewartet hat“, zumal seine Texte schon seit Jahrzehnten durch die Popularität seiner Rockmusik in aller Munde waren.
Danach wechselte Vaik jedoch zur Prosa, wofür er mehrfach ausgezeichnet und mit Jaan Oks, Aleksis Kivi, Anton Hansen Tammsaare oder auch Anatole France, Thomas Mann und Fjodor Michailowitsch Dostojewski verglichen wurde.

## Auszeichnungen
- 2015 Friedebert-Tuglas-Novellenpreis
- 2017 Literaturpreis des Estnischen Kulturkapitals (Prosa)

## Bibliografie
- Kõigil on alati õigus ('Alle haben immer Recht'). Tallinn: Puiestee 2012. 160 S.
- Juss ja vennad ('Juss und seine Brüder'). Tallinn: Puiestee 2013. 110 S.
- Tööpäeva lõpp ('Ende eines Arbeitstages'). Tallinn: Puiestee 2014. 144 S.
- Meeleparanduseta ('Ohne geistige Genesung'). Tallinn: Puiestee 2016. 175 S.